# Hypodrassodes crassus
Hypodrassodes crassus är en spindelart som beskrevs av Forster 1979. Hypodrassodes crassus ingår i släktet Hypodrassodes och familjen plattbuksspindlar. Inga underarter finns listade i Catalogue of Life.